# Rosemarie Springer
Rosemarie Springer (Danzig, 1920. július 5. – 2019. április 2.) német díjlovas, olimpikon.

## Pályafutása
Pályafutását a második világháború befejezése után kezdte meg. Sportolóként részt vett az 1960. évi nyári olimpiai játékokon, de érmet nem szerzett. 99 éves korában hunyt el.